# Elezioni generali nelle Isole Salomone del 2024
Le elezioni generali nelle Isole Salomone del 2024 si sono tenute il 17 aprile per il rinnovo del Parlamento nazionale, il parlamento del paese.
Esse sono state posticipate di un anno rispetto alla scadenza naturale della legislatura, prevista per la prima metà del 2023, in seguito ad un voto parlamentare, giustificato ufficialmente dal Primo ministro, non senza controversie, con l’impossibilità di poter organizzare le elezioni in concomitanza con i XVII Giochi del Pacifico (ospitati proprio dalle Isole Salomone) per mancanza di fondi, ma secondo altri attuato per posticipare il passaggio di poteri.
Le elezioni, concentratesi principalmente attorno alla questione delle relazioni diplomatiche con la Cina ma particolarmente anche su alcune istanze domestiche come il costo della vita, il debito pubblico e la penuria di medicamenti, hanno visto, la vittoria relativa del Partito Proprietà, Unità e Responsabilità (OUR) al governo e filo-cinese, il quale, tuttavia, è riuscito ad ottenere, sebbene giunto primo, solo 15 seggi, mancando così la maggioranza assoluta. Dall’altra parte dell’arco parlamentare, invece, ha chiaramente profittato molto da questa situazione la principale formazione politica d’opposizione, il Partito Democratico delle Isole Salomone (SIDP) che, riunitosi con alcune forze minori nella “Coalizione per la Responsabilità, le Riforme e l'Empowerment (CARE)”, è riuscito ad ottenere ben 11 seggi da solo (13 collettivamente) ed a mantenere la sua posizione, aumentando leggermente il proprio peso politico. Altresì, eventi degni di nota della tornata elettorale sono stati, infine, l’importante crescita del Partito Unito delle Isole Salomone (SIUP) giunto terzo con ben 6 seggi, e leggera crescita del minoritario Prima il Popolo (PFP) a 5 seggi complessivi, entrambe attuate in parte a discapito del Partito Kadere (KP), ridottosi ad un solo seggio, e la drastica riduzione del numero di membri indipendenti in assemblea (sebbene questi siano comunque rimasti degli importantissimi aghi della bilancia), nonché l’ingresso di alcune forze politiche minori. In generale, dunque, il vuoto generatosi dall’arretramento del partito al governo e, in parte, dagli indipendenti ha aperto una fase di particolare frammentazione politica per le istituzioni salomonesi, rendendo così particolarmente più complessa la formazione di un nuovo esecutivo.

## Sistema elettorale
Per le elezioni parlamentari, la legge elettorale salomonese prevede l’applicazione di un sistema maggioritario secco in 50 collegi uninominali, in cui risulta dunque eletto il candidato che abbia ottenuto il maggior numero di voti (Plurality).

## Risultati
| Partito Proprietà, Unità, Responsabilità (OUR)               | 83 279  | 24,07 | 15 |  |  |  |
| Partito Democratico delle Isole Salomone (SIDP)              | 66 808  | 19,31 | 11 |  |  |  |
| Partito Unito delle Isole Salomone (SIUP)                    | 46 662  | 13,49 | 6  |  |  |  |
| Partito Kadere (KP)                                          | 16 906  | 4,89  | 1  |  |  |  |
| Partito delle Isole Salomone per il Progresso rurale (SIPRA) | 15 735  | 4,55  | 1  |  |  |  |
| Prima il Popolo (PFP)                                        | 11 045  | 3,19  | 3  |  |  |  |
| Partito Umi per il Cambiamento (U4C)                         | 10 388  | 3,00  | 1  |  |  |  |
| Partito Popolare Liberal Democratico (PLDP)                  | 6 025   | 1,74  | —  |  |  |  |
| Partito dell’Alleanza Popolare (PAP)                         | 5 593   | 1,62  | —  |  |  |  |
| Partito Alleanza Democratica (DAP)                           | 5 515   | 1,59  | 1  |  |  |  |
| Altri (<0,35%)                                               | 2 358   | 0,68  | —  |  |  |  |
| Indipendenti (IND)                                           | 75 713  | 21,88 | 11 |  |  |  |
| Totale                                                       | 346 027 | 100   | 50 |  |  |  |
|                                                              |         |       |    |  |  |  |
| Voti non validi                                              | 843     | 0,24  |    |  |  |  |
| Votanti                                                      | 346 870 | 82,55 |    |  |  |  |
| Elettori                                                     | 420 185 |       |    |  |  |  |